# У тишини ноћи
У тишини ноћи (енгл. Still of the Night), амерички је психолошки трилер из 1982. године.

## Улоге
| Глумац        | Улога         |
| ------------- | ------------- |
| Рој Шајдер    | Сем Рајс      |
| Мерил Стрип   | Брук Рејнолдс |
| Џесика Танди  | Грејс Рајс    |
| Џо Грифаси    | Џозеф Витучи  |
| Сара Ботсфорд | Гејл Филипс   |
| Џозеф Сомер   | Џорџ Бинам    |